# Neckeropsis gracilis
Neckeropsis gracilis är en bladmossart som beskrevs av Noguchi 1972. Neckeropsis gracilis ingår i släktet Neckeropsis och familjen Neckeraceae. Inga underarter finns listade i Catalogue of Life.